# La Folle Histoire de Roxie Hart
Pour plus de détails, voir Fiche technique et Distribution.
La Folle Histoire de Roxie Hart (Roxie Hart) est un film américain de William A. Wellman sorti en 1942.
Il s'agit de la seconde adaptation cinématographique de la pièce de théâtre Chicago écrite en 1926 par la journaliste Maurine Dallas Watkins, elle-même inspirée du procès de Beulah May Annan (1899–1928) en 1924 à Chicago.  
La comédie musicale Chicago de 1975 est adaptée de la même pièce. Elle a été adaptée à son tour au cinéma en 2002 avec Renée Zellweger dans le rôle de Roxie Hart.

## Synopsis
Dans un bar, un journaliste relate à son nouveau partenaire, un débutant, une affaire policière vieille de quinze ans qui l'a marquée : l'histoire de Roxie Hart. Flash back et retour dans le Chicago de 1927. Pendant son absence, un meurtre est commis dans l'appartement de Roxie, une danseuse de vaudeville, peu raffinée. Le coupable est en réalité son mari, lequel est rapidement arrêté par la police. 
Sachant que les femmes sont rarement condamnées à Chicago, et pour se faire de la publicité pour ses spectacles, Roxie décide d'endosser le meurtre. Son mari engage Billy Flynn, un bon avocat féru de vaudeville qui demande à Roxie de plaider la légitime défense et de divorcer de son mari ; il organise un tapage médiatique autour d'elle pour gagner la sympathie de la population. Les journalistes se pressent tous les jours dans la prison pour interviewer la danseuse - qui chante et danse pour eux. Parmi ceux-ci : Homer Howard, jeune et beau journalise débutant qui s'éprend d'elle et qui décide de l’aider. 
Mais les rêves de gloire de Roxie s'envolent quand les médias la lâchent pour une jolie meurtrière qui vient d'être arrêtée. Elle ravive l’intérêt des journalistes en déclarant qu'elle est enceinte (un mensonge). À l'issue du procès au cours duquel elle feint de s'évanouir, Roxie est acquittée. Son mari la quitte, outré par son manque d’intérêt pour lui et par le mensonge sur sa prétendue grossesse.   
Retour au temps présent, en 1942. Le journaliste du bar ayant terminé de raconter son histoire, il sort et retrouve dans une voiture une femme qui n’est autre que la fameuse Roxie Hart. Six enfants sont avec elle dans la voiture, et elle annonce à Homer Howard - car c'est lui - qu'elle est enceinte.

## Fiche technique
- Titre : La Folle Histoire de Roxie Hart
- Titre original : Roxie Hart
- Réalisation : William A. Wellman
- Scénario : Nunnally Johnson et Ben Hecht d'après la pièce Chicago de Maurine Dallas Watkins (1926)
- Production : Nunnally Johnson
- Société de production : Twentieth Century Fox
- Photographie : Leon Shamroy
- Montage : James B. Clark
- Musique : Alfred Newman
- Chorégraphe : Hermes Pan
- Direction artistique : Richard Day et Wiard B. Ihnen
- Décorateur de plateau : Thomas Little
- Costumes : Gwen Wakeling
- Pays d'origine : États-Unis
- Format : Noir & blanc - Son : Mono (Western Electric Mirrophonic Recording)
- Genre : Comédie policière
- Durée : 75 minutes
- Dates de sortie : 
  -  États-Unis : 20 février 1942 (New York)
  -  France : 1er juin 1945 (Marseille)

## Distribution
- Ginger Rogers : Roxie Hart
- George Montgomery : Homer Howard
- George Chandler : Amos Hart
- Adolphe Menjou : Billy Flynn
- Lynne Overman : Jake Callahan
- Nigel Bruce : E. Clay Benham
- Phil Silvers : Babe
- Sara Allgood : Mme Morton
- William Frawley : O'Malley
- Spring Byington : Mary Sunshine
- Ted North : Stuart Chapman
- Helene Reynolds : Velma Wall

Acteurs non crédités :
- Leon Belasco : Un serveur
- Margaret Seddon : Mme Wadsworth
- Mary Treen : une secrétaire

## Autour du film
Le rôle de Roxie était destiné à l'actrice Alice Faye mais, celle-ci, enceinte, a dû refuser.